# Ідома (мова)
Ідома — мова, що належить до нігеро-конголезької макросімʼї, вольта-нігерської сімʼї. Поширена в Нігерії (штати Когі, Бенуе, Енугу). Вивчається в початковій школі, виходять радіо- і телепередачі.

## Писемність
Алфавіт для мови ідома заснований на латиниці. Першу абетку розробив священик-методист Норкросс (Norcross) у 1920-х роках. Цей алфавіт засновувався на англійському, але в ньому були також присутні елементи азбуки іґбо. Пізніше свій внесок у розробку зробили католицькі місіонери. У 1935 році була оприлюднена граматика мови ідома, яка використовувала фонетичну абетку, розроблену Р. Абрагамом (R. C. Abraham).
| A a | B b | Ɓ ɓ  | Ƈ ƈ       | D d | Ɗ ɗ  | E e | Ɛ ɛ | F f | G g | Gb gb | Ɠ ɠ  | H h | I i | J j       | K k | Kp kp |
| --- | --- | ---- | --------- | --- | ---- | --- | --- | --- | --- | ----- | ---- | --- | --- | --------- | --- | ----- |
| /a/ | /b/ | /bl/ | /t͡s/ /t͡ʃ/ | /d/ | /dr/ | /e/ | /ɛ/ | /f/ | /g/ | /ɡ͡b/  | /gʷ/ | /h/ | /i/ | /d͡z/ /d͡ʒ/ | /k/ | /k͡p/  |

| /k͡pl/ | /kʷ/ | /kʷl/ | /l/ | /m/ | /ml/ | /n/ | /ɲ/ | /ŋ/ | /ng/ | /nl/ | /nʷ/ | /nm/ |

| O o | Ɔ ɔ O o | P p | Ƥ ƥ  | R r | S s | Ʃ ʃ | T t | Ƭ ƭ       | Ŧ ŧ  | U u | W w | Ⱳ ⱳ  | Y y | Z z |
| --- | ------- | --- | ---- | --- | --- | --- | --- | --------- | ---- | --- | --- | ---- | --- | --- |
| /o/ | /ɔ/     | /p/ | /pl/ | /r/ | /s/ | /ʃ/ | /t/ | /tr/ /tl/ | /t͡s/ | /u/ | /w/ | /wl/ | /j/ | /z/ |

- Букви r, ts і z використовуються в південному діалекті; буква sh — в діалекті кеана.

## Додаткові джерела і посилання
- Християнський текст мовою ідома.